# Weymerana viridicans
Weymerana viridicans är en fjärilsart som beskrevs av Gustav Weymer 1911. Weymerana viridicans ingår i släktet Weymerana och familjen praktfjärilar. Inga underarter finns listade i Catalogue of Life.